# Les Tosses (Poboleda)
Les Tosses és una serra situada entre els municipis de Poboleda i de Porrera a la comarca del Priorat, amb una elevació màxima de 671 metres.